# Astragalus huochengensis
Astragalus huochengensis es una especie de planta del género Astragalus, de la familia de las leguminosas, orden Fabales.

## Distribución
Astragalus huochengensis se distribuye por China.

## Taxonomía
Fue descrita científicamente por Podlech & L. R. Xu. Fue publicada en Novon 17(2): 238 (-239) (2007).